# 宮川町
座標: 北緯34度59分58.5秒 東経135度46分16.5秒 / 北緯34.999583度 東経135.771250度
宮川町（みやがわちょう）は京都市東山区に位置する宮川町通沿いの四条通から五条通までの地域であり、現行の公称町名は宮川筋一丁目から宮川筋八丁目まで。宮川筋二丁目から六丁目までが京の花街の一つとしての宮川町にあたる。

## 沿革
出雲阿国の歌舞伎踊りの時代から始まり、当初は遊女が接待をしたり、若衆歌舞伎の小屋と茶屋が立ち並び10代の少年（陰間）が接待をしていた花街だった。江戸時代頃には売色衆道専業の若衆茶屋（陰間茶屋）も集まった。その後は江戸の3大改革による度重なる風俗取締りで、若衆歌舞伎や陰間茶屋も打撃を受けた。
1935年（昭和10年）6月29日に発生した京都大水害では、周辺の歓楽街とともに階下が浸水する被害を受けた。
明治・大正と、1958年（昭和33年）の売春防止法施行までは遊廓であり、今でも遊廓時代の建物が残っている。
2017年現在は芸妓一筋の花街で、毎年春には『京おどり』が上演される。舞妓数は祇園甲部に続いて20人以上の大きい数を誇っている。舞踊の流派は明治以前は篠塚流、それ以降30年ほど前までは楳茂都流であったが現在は若柳流が主流である。
1999年（平成11年）、宮川筋三丁目から六丁目の一部、西御門町にかけて祇園町南歴史的景観保全修景地区に指定された。
2003年（平成15年）、宮川町芸妓ふく葉（同芸妓組合会長）、君直、ちづるの三名が宮川町初の若柳流名取となった（一方富美蝶を代表とする楳茂都流の名取芸妓も健在である）。
2006年（平成18年）、 歌舞練場改築工事で休演されていた芸妓の発表会である『みずゑ会』が31年ぶりに復活した。
2020年（令和3年）10月30日、宮川町歌舞練場が老朽化のため隣接する旧新道小学校跡地の再開発と共に改修することが発表された。

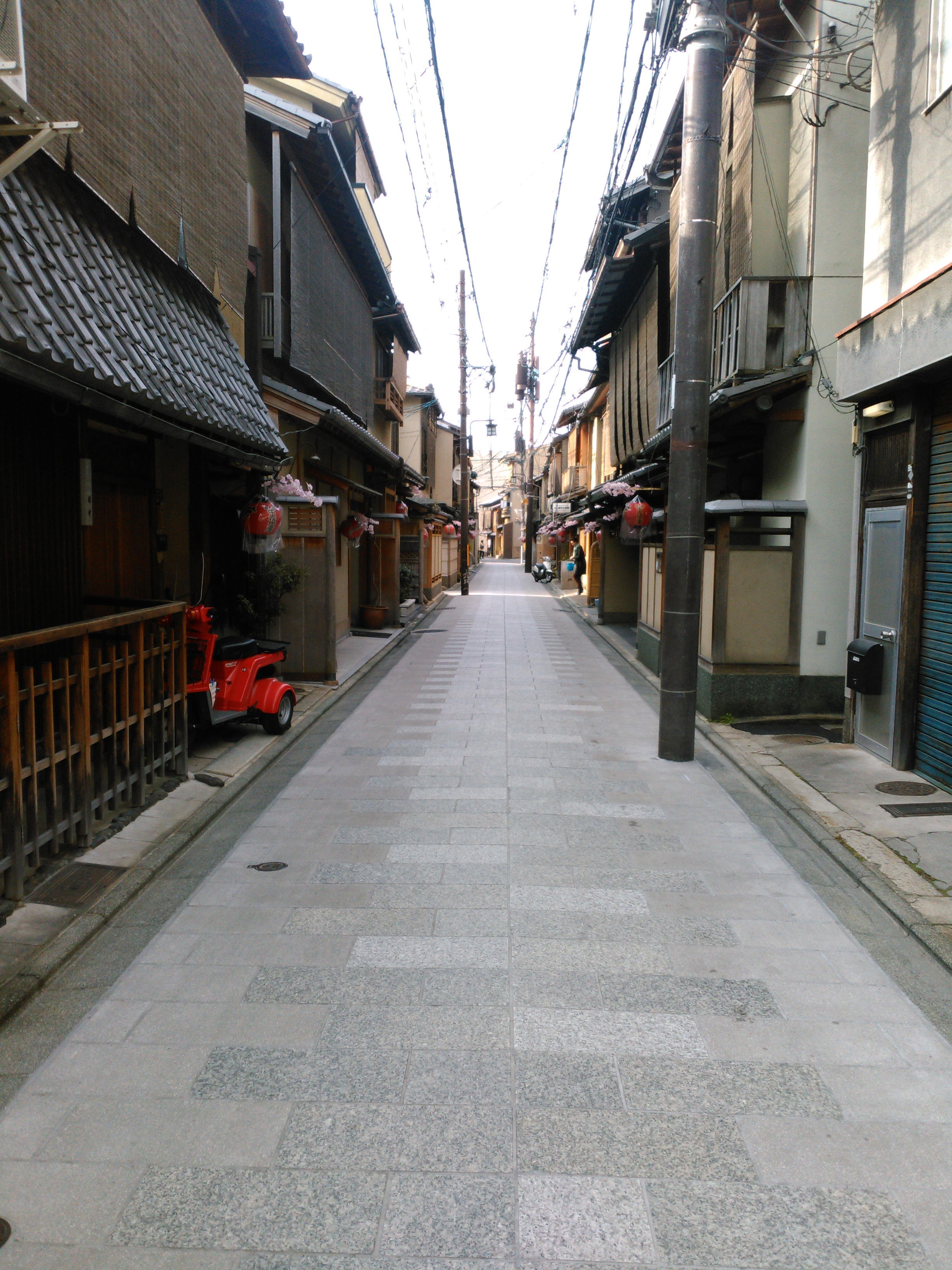
宮川町 花街
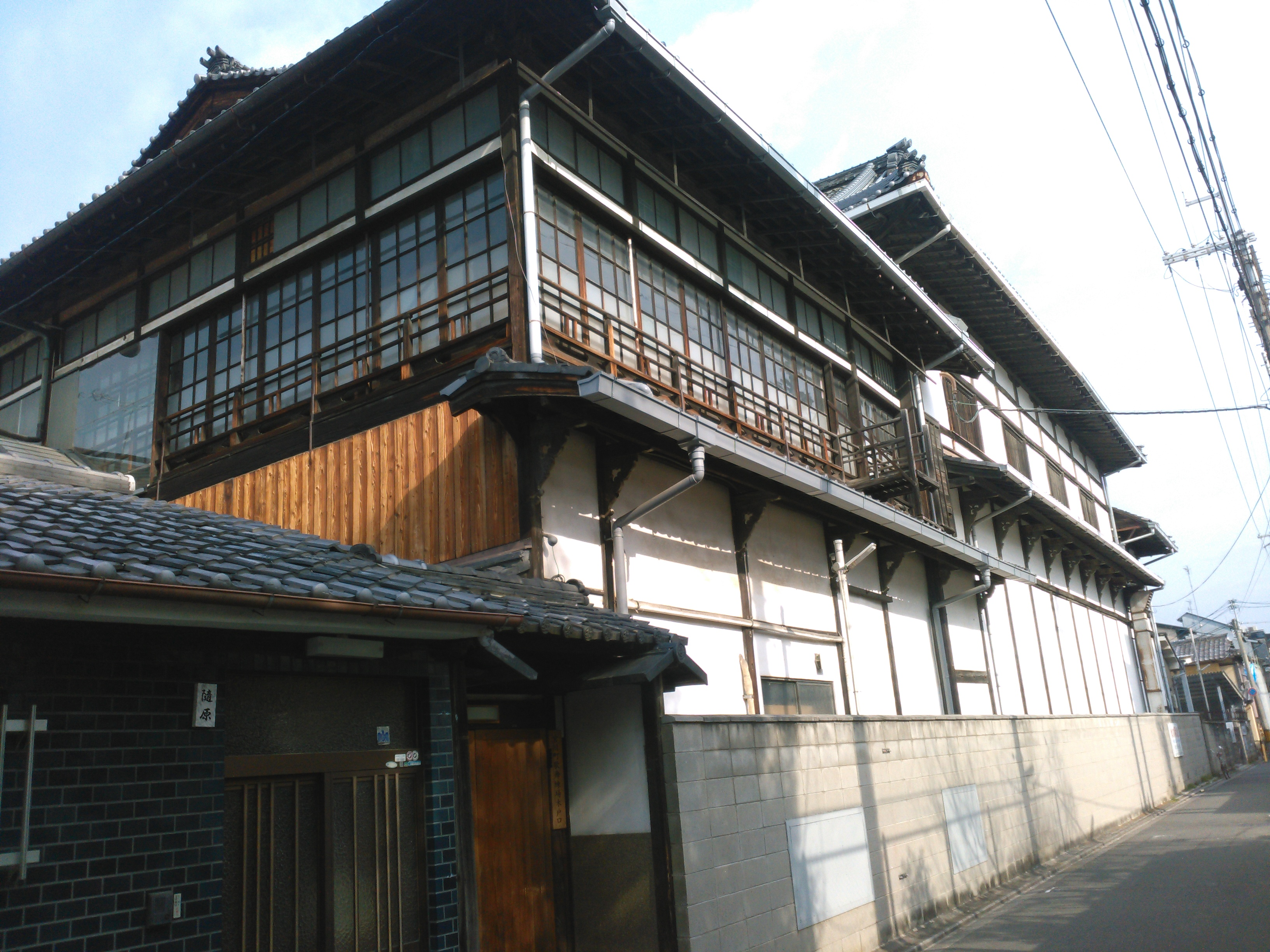
宮川町歌舞練場

## 主な行事
- 1月 始業式（宮川町歌舞練場付近）
- 1月 十日ゑびす大祭の「のこり福」（ゑびす神社）
- 2月 節分（八坂神社での奉納舞踊）
- 3月 京おどり（宮川町歌舞練場）
- 6月 五花街合同公演（南座）
- 7月 祇園祭 の花笠巡行
- 8月 八朔（宮川町界隈）　芸妓や舞妓が芸事の師匠やお茶屋に「おたのもうします」と挨拶回りをする。
- 10月 みずゑ会（宮川町歌舞練場）
- 12月 顔見世総見（南座）
- 12月 事始め（宮川町界隈）